# Eikeren
Eikeren oder Eikern ist ein langgestreckter und tiefer See in den norwegischen Kommunen Øvre Eiker in Buskerud und Holmestrand in Vestfold. 
Am östlichen Ende des Sees liegt der Ort Eidsfoss. In diesem Abschnitt fließt das Wasser der Seen Bergsvann, Vikevann, Haugestadvann und Hillestadvann dem Eikeren zu. Der Eikeren erhält auch Wasser aus den Zuflüssen Hakavikelva und Steinbruelva.
Der westliche Teil des Eikeren ist mit dem See Fiskumvannet über eine schmale Wasserstraße, dem Sundet, verbunden. Über den Sundet verlässt eine mittlere Abflussmenge von 7 m³/s den See. Von Fiskumvannet fließt das Wasser über die Vestfosselva weiter in Richtung Vestfossen. Bei Hokksund, teilt sich der Fluss in zwei Arme auf, die beide in die Drammenselva münden.
Seit 2005 wird der Eikeren vom Vestfold Interkommunale Vannverk (VIV) als zusätzliches Trinkwasserreservoir für die Versorgung der Fylke Vestfold genutzt.
Am westlichen Ufer des Eikeren befindet sich das Speicherkraftwerk Hakavik.